# Premier League 2012/2013
Soutěžní ročník Premier League 2012/13 (podle hlavního sponzora známá jako Barclays Premier League) byl 114. ročníkem nejvyšší anglické fotbalové ligy a 21. ročníkem od založení Premier League. Soutěž byla započata 18. srpna 2012 a poslední kolo se odehrálo 19. května 2013. Svůj jubilejní titul získal tým Manchester United, který tuto soutěž vyhrál již dvacetkrát.

## Složení ligy v ročníku 2012/13
Soutěže se účastnilo 20 týmů, z toho 17 se kvalifikovalo z minulého ročníku. Poslední tři týmy předchozího ročníku, jimiž byli Bolton Wanderers, Blackburn Rovers a poslední tým předchozího ročníku – Wolverhampton Wanderers, sestoupili do Football League Championship.
Opačným směrem putovali Reading FC (vítěz Football League Championship 2011/12), Southampton a West Ham United, který po obsazení třetího místa ve druhé lize uspěl i ve Football League Championship play-offs.
Obecně se dá říci, že se Premier League přesunula z centrální anglie více na jih, kde v Londýně navíc přibyl již šestý tým.
| Klub                 | 2011/12          | Město         | Stadión           |
| -------------------- | ---------------- | ------------- | ----------------- |
| Manchester City      | Zlatá medaile    | Manchester    | Etihad Stadium    |
| Manchester United    | Stříbrná medaile | Manchester    | Old Trafford      |
| Arsenal              | Bronzová medaile | Londýn        | Emirates Stadium  |
| Tottenham Hotspur    | 4.               | Londýn        | White Hart Lane   |
| Newcastle United     | 5.               | Newcastle     | St James' Park    |
| Chelsea              | 6.               | Londýn        | Stamford Bridge   |
| Everton              | 7.               | Liverpool     | Goodison Park     |
| Liverpool            | 8.               | Liverpool     | Anfield           |
| Fulham               | 9.               | Londýn        | Craven Cottage    |
| West Bromwich Albion | 10.              | West Bromwich | The Hawthorns     |
| Swansea City         | 11.              | Swansea       | Liberty Stadium   |
| Norwich City         | 12.              | Norwich       | Carrow Road       |
| Sunderland           | 13.              | Sunderland    | Stadium of Light  |
| Stoke City           | 14.              | Stoke         | Britannia Stadium |
| Wigan Athletic       | 15.              | Wigan         | DW Stadium        |
| Aston Villa          | 16.              | Birmingham    | Villa Park        |
| Queens Park Rangers  | 17.              | Londýn        | Loftus Road       |
| Reading              | 2. liga          | Reading       | Madejski Stadium  |
| Southampton          | 2. liga          | Southampton   | St Mary's Stadium |
| West Ham United      | 2. liga          | Londýn        | The Boleyn Ground |

### Realizační týmy a dresy
| Klub                 | Trenér               | Kapitán            | Výrobce dresu  | Sponzor dresu      |
| -------------------- | -------------------- | ------------------ | -------------- | ------------------ |
| Arsenal              | Arsène Wenger        | Thomas Vermaelen   | Nike           | Emirates           |
| Aston Villa          | Paul Lambert         | Ron Vlaar          | Macron         | Genting Casinos    |
| Chelsea              | Rafael Benítez       | John Terry         | Adidas         | Samsung            |
| Everton              | David Moyes          | Phil Neville       | Nike           | Chang Beer         |
| Fulham               | Martin Jol           | Brede Hangeland    | Kappa          | FxPro              |
| Liverpool            | Brendan Rodgers      | Steven Gerrard     | Warrior Sports | Standard Chartered |
| Manchester City      | Brian Kidd (dočasný) | Vincent Kompany    | Umbro          | Etihad Airways     |
| Manchester United    | Sir Alex Ferguson    | Nemanja Vidić      | Nike           | Aon                |
| Newcastle United     | Alan Pardew          | Fabricio Coloccini | Puma           | Virgin Money       |
| Norwich City         | Chris Hughton        | Grant Holt         | Erreà          | Aviva              |
| Queens Park Rangers  | Harry Redknapp       | Clint Hill         | Lotto          | AirAsia            |
| Reading              | Nigel Adkins         | Jobi McAnuff       | Puma           | Waitrose           |
| Southampton          | Mauricio Pochettino  | Adam Lallana       | Umbro          | aap3               |
| Stoke City           | Tony Pulis           | Ryan Shawcross     | Adidas         | Bet365             |
| Sunderland           | Paolo Di Canio       | Lee Cattermole     | Adidas         | Invest in Africa   |
| Swansea City         | Michael Laudrup      | Garry Monk         | Adidas         | 32Red              |
| Tottenham Hotspur    | André Villas-Boas    | Michael Dawson     | Under Armour   | Aurasma            |
| West Bromwich Albion | Steve Clarke         | Chris Brunt        | Adidas         | Zoopla             |
| West Ham United      | Sam Allardyce        | Kevin Nolan        | Macron         | SBOBET             |
| Wigan Athletic       | Roberto Martínez     | Gary Caldwell      | MiFit          | 12BET              |

### Trenérské změny
| Klub                 | Odcházející trenér | Důvod odchodu         | Datum odchodu      | Pozice v tabulce | Příchozí trenér      | Datum příchodu     |
| -------------------- | ------------------ | --------------------- | ------------------ | ---------------- | -------------------- | ------------------ |
| West Bromwich Albion | Roy Hodgson        | Konec smlouvy         | 13. května 2012    | Před sezónou     | Steve Clarke         | 8. června 2012     |
| Aston Villa          | Alex McLeish       | Vyhozen               | 14. května 2012    | Před sezónou     | Paul Lambert         | 2. června 2012     |
| Liverpool            | Kenny Dalglish     | Vyhozen               | 16. května 2012    | Před sezónou     | Brendan Rodgers      | 1. června 2012     |
| Swansea City         | Brendan Rodgers    | Přesun do Liverpoolu  | 1. června 2012     | Před sezónou     | Michael Laudrup      | 15. června 2012    |
| Norwich City         | Paul Lambert       | Přesun do Aston Villy | 2. června 2012     | Před sezónou     | Chris Hughton        | 7. června 2012     |
| Tottenham Hotspur    | Harry Redknapp     | Vyhozen               | 13. června 2012    | Před sezónou     | André Villas-Boas    | 3. července 2012   |
| Chelsea              | Roberto Di Matteo  | Vyhozen               | 21. listopadu 2012 | 3. místo         | Rafael Benítez       | 21. listopadu 2012 |
| Queens Park Rangers  | Mark Hughes        | Vyhozen               | 23. listopadu 2012 | 20. místo        | Harry Redknapp       | 24. listopadu 2012 |
| Southampton          | Nigel Adkins       | Vyhozen               | 18. ledna 2013     | 15. místo        | Mauricio Pochettino  | 18. ledna 2013     |
| Reading              | Brian McDermott    | Vyhozen               | 11. března 2013    | 19. místo        | Nigel Adkins         | 26. března 2013    |
| Sunderland           | Martin O'Neill     | Vyhozen               | 30. března 2013    | 16. místo        | Paolo Di Canio       | 31. března 2013    |
| Manchester City      | Roberto Mancini    | Vyhozen               | 13. května 2013    | 2. místo         | Brian Kidd (dočasný) | 13. května 2013    |

## Tabulka
| Poř. | Tým                 | Z  | V  | R  | P  | VG | OG | B  |
| ---- | ------------------- | -- | -- | -- | -- | -- | -- | -- |
| 1.   | Manchester United   | 38 | 28 | 5  | 5  | 85 | 43 | 89 |
| 2.   | Manchester City     | 38 | 23 | 9  | 6  | 66 | 34 | 78 |
| 3.   | Chelsea             | 38 | 22 | 9  | 7  | 75 | 39 | 75 |
| 4.   | Arsenal             | 38 | 21 | 10 | 7  | 72 | 37 | 73 |
| 5.   | Tottenham Hotspur   | 38 | 21 | 9  | 8  | 66 | 46 | 72 |
| 6.   | Everton             | 38 | 16 | 15 | 7  | 55 | 40 | 63 |
| 7.   | Liverpool           | 38 | 16 | 13 | 9  | 71 | 43 | 61 |
| 8.   | West Bromwich       | 38 | 14 | 7  | 17 | 53 | 57 | 49 |
| 9.   | Swansea City 1      | 38 | 11 | 13 | 14 | 47 | 51 | 46 |
| 10.  | West Ham United     | 38 | 12 | 10 | 16 | 45 | 53 | 46 |
| 11.  | Norwich City        | 38 | 10 | 14 | 14 | 41 | 58 | 44 |
| 12.  | Fulham              | 38 | 11 | 10 | 17 | 50 | 60 | 43 |
| 13.  | Stoke City          | 38 | 9  | 15 | 14 | 34 | 45 | 42 |
| 14.  | Southampton         | 38 | 9  | 14 | 15 | 49 | 60 | 41 |
| 15.  | Aston Villa         | 38 | 10 | 11 | 17 | 47 | 69 | 41 |
| 16.  | Newcastle United    | 38 | 11 | 8  | 19 | 45 | 68 | 41 |
| 17.  | Sunderland          | 38 | 9  | 12 | 17 | 41 | 54 | 39 |
| 18.  | Wigan Athletic 2    | 38 | 9  | 9  | 20 | 47 | 73 | 36 |
| 19.  | Reading             | 38 | 6  | 10 | 22 | 43 | 73 | 28 |
| 20.  | Queens Park Rangers | 38 | 4  | 13 | 21 | 30 | 60 | 25 |

Poznámky
- 1  Swansea City zvítězila v Capital One Cupu 2012/13 (ligovém poháru) a zajistili si účast v Play–off předkole Evropské ligy UEFA.
- 2  Wigan Athletic obsadil až 18. pozici a sestoupil do Football League Championship. Týden předtím ale získal FA Cup 2012/13 a postoupil přímo do Skupinové fáze Evropské Ligy UEFA 2013/14. V Evropské lize tak paradoxně nastupoval druholigový klub.

|  | Přímý postup do Ligy mistrů 2013/14                                                 |
|  | Postup do Play-off Ligy mistrů 2013/14                                              |
|  | Postup do Play-off Evropské Ligy UEFA 2013/14                                       |
|  | Postup do 3. předkola Evropské Ligy UEFA 2013/14                                    |
|  | Sestup do Football League Championship                                              |
|  | Sestup do Football League Championship + Přímý postup do Evropské Ligy UEFA 2013/14 |

### Postavení týmů po jednotlivých kolech
| Klub            | 1  | 2  | 3  | 4  | 5  | 6  | 7  | 8  | 9  | 10 | 11 | 12 | 13 | 14 | 15 | 16 | 17 | 18 | 19 | 20 | 21 | 22 | 23 | 24 | 25 | 26 | 27 | 28 | 29 | 30 | 31 | 32 | 33 | 34 | 35 | 36 | 37 | 38 |
| --------------- | -- | -- | -- | -- | -- | -- | -- | -- | -- | -- | -- | -- | -- | -- | -- | -- | -- | -- | -- | -- | -- | -- | -- | -- | -- | -- | -- | -- | -- | -- | -- | -- | -- | -- | -- | -- | -- | -- |
| Manchester Utd. | 15 | 7  | 5  | 2  | 2  | 3  | 2  | 2  | 2  | 1  | 1  | 2  | 1  | 1  | 1  | 1  | 1  | 1  | 1  | 1  | 1  | 1  | 1  | 1  | 1  | 1  | 1  | 1  | 1  | 1  | 1  | 1  | 1  | 1  | 1  | 1  | 1  | 1  |
| Manchester City | 5  | 5  | 4  | 4  | 7  | 4  | 3  | 3  | 3  | 3  | 2  | 1  | 2  | 2  | 2  | 2  | 2  | 2  | 2  | 2  | 2  | 2  | 2  | 2  | 2  | 2  | 2  | 2  | 2  | 2  | 2  | 2  | 2  | 2  | 2  | 2  | 2  | 2  |
| Chelsea         | 4  | 2  | 1  | 1  | 1  | 1  | 1  | 1  | 1  | 2  | 3  | 3  | 4  | 3  | 3  | 3  | 3  | 3  | 3  | 3  | 4  | 3  | 3  | 3  | 3  | 3  | 4  | 4  | 3  | 3  | 4  | 3  | 4  | 3  | 3  | 3  | 3  | 3  |
| Arsenal         | 11 | 11 | 8  | 3  | 5  | 8  | 7  | 9  | 6  | 7  | 8  | 6  | 6  | 7  | 10 | 7  | 5  | 4  | 7  | 5  | 6  | 6  | 6  | 6  | 6  | 5  | 5  | 5  | 5  | 5  | 5  | 5  | 3  | 4  | 4  | 4  | 4  | 4  |
| Tottenham       | 14 | 14 | 14 | 10 | 8  | 5  | 5  | 5  | 4  | 6  | 7  | 8  | 7  | 5  | 4  | 5  | 4  | 6  | 4  | 4  | 3  | 4  | 4  | 4  | 4  | 4  | 3  | 3  | 4  | 4  | 3  | 4  | 5  | 5  | 5  | 5  | 5  | 5  |
| Everton         | 7  | 3  | 6  | 7  | 3  | 2  | 4  | 4  | 5  | 4  | 5  | 5  | 5  | 6  | 6  | 4  | 6  | 5  | 5  | 6  | 5  | 5  | 5  | 5  | 5  | 6  | 6  | 6  | 7  | 6  | 6  | 6  | 6  | 6  | 6  | 6  | 6  | 6  |
| Liverpool       | 18 | 16 | 18 | 17 | 18 | 14 | 14 | 12 | 12 | 12 | 13 | 11 | 11 | 12 | 11 | 10 | 12 | 8  | 10 | 9  | 8  | 8  | 7  | 7  | 7  | 9  | 8  | 7  | 6  | 7  | 7  | 7  | 7  | 7  | 7  | 7  | 7  | 7  |
| West Bromwich   | 3  | 4  | 3  | 6  | 4  | 6  | 6  | 6  | 8  | 5  | 5  | 4  | 3  | 4  | 5  | 6  | 7  | 7  | 6  | 7  | 7  | 7  | 8  | 9  | 9  | 8  | 7  | 9  | 8  | 8  | 8  | 8  | 8  | 8  | 8  | 8  | 8  | 8  |
| Swansea City    | 1  | 1  | 2  | 5  | 11 | 11 | 11 | 10 | 11 | 11 | 11 | 10 | 9  | 8  | 7  | 8  | 10 | 11 | 9  | 10 | 9  | 9  | 9  | 8  | 8  | 7  | 9  | 8  | 9  | 9  | 9  | 9  | 9  | 9  | 9  | 9  | 9  | 9  |
| West Ham        | 8  | 10 | 7  | 8  | 9  | 7  | 8  | 7  | 9  | 9  | 6  | 7  | 8  | 10 | 8  | 11 | 11 | 12 | 12 | 12 | 11 | 11 | 12 | 13 | 11 | 11 | 14 | 12 | 12 | 14 | 11 | 12 | 12 | 10 | 10 | 10 | 10 | 10 |
| Norwich City    | 19 | 17 | 15 | 16 | 16 | 18 | 19 | 15 | 16 | 14 | 15 | 13 | 13 | 13 | 12 | 12 | 8  | 10 | 11 | 11 | 12 | 12 | 13 | 14 | 14 | 14 | 12 | 13 | 14 | 12 | 14 | 14 | 14 | 13 | 13 | 16 | 12 | 11 |
| Fulham          | 1  | 6  | 11 | 9  | 6  | 9  | 9  | 8  | 7  | 8  | 9  | 9  | 10 | 11 | 13 | 13 | 13 | 13 | 14 | 14 | 13 | 13 | 14 | 12 | 13 | 12 | 11 | 10 | 10 | 10 | 10 | 10 | 10 | 11 | 11 | 12 | 15 | 12 |
| Stoke City      | 10 | 12 | 12 | 12 | 13 | 12 | 12 | 13 | 13 | 15 | 12 | 14 | 12 | 9  | 9  | 9  | 9  | 9  | 8  | 8  | 10 | 10 | 10 | 10 | 10 | 10 | 10 | 11 | 11 | 11 | 13 | 15 | 16 | 15 | 14 | 11 | 11 | 13 |
| Southampton     | 13 | 19 | 20 | 20 | 17 | 17 | 17 | 18 | 19 | 20 | 19 | 19 | 17 | 18 | 18 | 16 | 17 | 17 | 17 | 18 | 17 | 15 | 15 | 16 | 16 | 15 | 16 | 16 | 16 | 16 | 12 | 11 | 11 | 12 | 12 | 14 | 14 | 14 |
| Aston Villa     | 16 | 20 | 17 | 13 | 14 | 15 | 16 | 17 | 17 | 17 | 17 | 18 | 18 | 17 | 15 | 17 | 14 | 16 | 16 | 17 | 16 | 18 | 17 | 19 | 19 | 17 | 18 | 18 | 17 | 17 | 18 | 16 | 17 | 16 | 16 | 13 | 16 | 15 |
| Newcastle       | 6  | 9  | 10 | 11 | 10 | 10 | 10 | 11 | 10 | 10 | 10 | 12 | 14 | 14 | 14 | 14 | 15 | 14 | 15 | 15 | 15 | 16 | 16 | 15 | 15 | 16 | 13 | 15 | 13 | 13 | 15 | 13 | 13 | 16 | 17 | 17 | 13 | 16 |
| Sunderland      | 12 | 13 | 13 | 15 | 12 | 13 | 13 | 14 | 14 | 16 | 16 | 15 | 16 | 16 | 17 | 15 | 16 | 15 | 13 | 13 | 14 | 14 | 11 | 11 | 12 | 13 | 15 | 14 | 15 | 15 | 16 | 17 | 15 | 14 | 15 | 15 | 17 | 17 |
| Wigan           | 17 | 8  | 9  | 14 | 15 | 16 | 15 | 16 | 15 | 13 | 14 | 16 | 15 | 15 | 16 | 18 | 18 | 18 | 18 | 16 | 18 | 17 | 19 | 18 | 18 | 19 | 17 | 17 | 18 | 18 | 17 | 18 | 18 | 18 | 18 | 18 | 18 | 18 |
| Reading         | 9  | 15 | 16 | 19 | 20 | 19 | 18 | 19 | 18 | 18 | 18 | 17 | 19 | 19 | 19 | 19 | 20 | 20 | 19 | 19 | 19 | 19 | 18 | 17 | 17 | 18 | 19 | 19 | 19 | 19 | 20 | 20 | 20 | 20 | 20 | 19 | 19 | 19 |
| Q.P.R.          | 20 | 18 | 19 | 18 | 19 | 20 | 20 | 20 | 20 | 19 | 20 | 20 | 20 | 20 | 20 | 20 | 19 | 19 | 20 | 20 | 20 | 20 | 20 | 20 | 20 | 20 | 20 | 20 | 20 | 20 | 19 | 19 | 19 | 19 | 19 | 20 | 20 | 20 |

## Statistiky

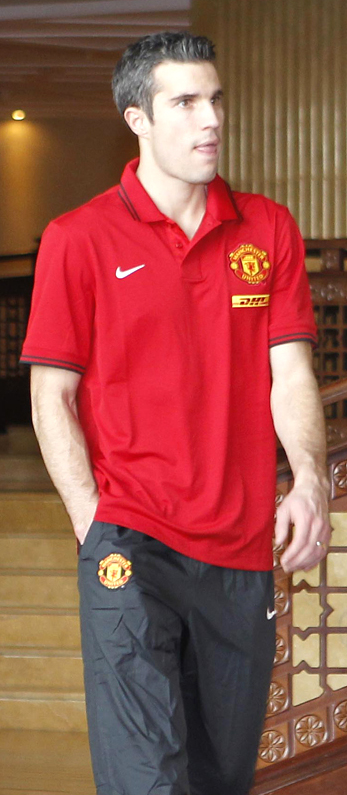
Robin van Persie se stal nejlepším střelcem sezóny

### Střelci
Nejlepším střelcem tohoto ročníku Premier League se stejně jako v tom předchozím stal Robin van Persie. Nizozemský útočník v létě před touto sezonou změnil dres, ale i přes přestup z Arsenalu do Manchesteru United dokázal korunu pro krále střelců obhájit. Tentokrát mu na to stačilo 26 branek, protože druhý v pořadí, Luis Suárez nastřílel 23 branek.
Nejlepším domácím, anglickým střelcem, se stali společně 15 trefami Frank Lampard a Rickie Lambert.

#### Nejlepší střelci
|    | Hráč              | Klub                     | Góly |
| -- | ----------------- | ------------------------ | ---- |
| 1. | Robin van Persie  | Manchester United        | 26   |
| 2. | Luis Suárez       | Liverpool                | 23   |
| 3. | Gareth Bale       | Tottenham Hotspur        | 21   |
| 4. | Christian Benteke | Aston Villa              | 19   |
| 5. | Michu             | Swansea City             | 18   |
| 6. | Romelu Lukaku     | West Bromwich Albion     | 17   |
| 7. | Demba Ba          | Chelsea/Newcastle United | 15   |
| 7. | Dimitar Berbatov  | Fulham                   | 15   |
| 7. | Rickie Lambert    | Southampton              | 15   |
| 7. | Frank Lampard     | Chelsea                  | 15   |

#### Hattricky
| Hráč              | Klub                 | Soupeř            | Skóre | Datum              |
| ----------------- | -------------------- | ----------------- | ----- | ------------------ |
| Robin van Persie  | Manchester United    | Southampton       | 3:2   | 2. září 2012       |
| Luis Suárez       | Liverpool            | Norwich City      | 5:2   | 29. září 2012      |
| Jordi Gómez       | Wigan Athletic       | Reading           | 3:2   | 24. listopadu 2012 |
| Santi Cazorla     | Arsenal              | Reading           | 5:2   | 17. prosince 2012  |
| Gareth Bale       | Tottenham Hotspur    | Aston Villa       | 4:0   | 26. prosince 2012  |
| Theo Walcott      | Arsenal              | Newcastle United  | 7:3   | 29. prosince 2012  |
| Šindži Kagawa     | Manchester United    | Norwich City      | 4:0   | 2. března 2013     |
| Luis Suárez       | Liverpool            | Wigan Athletic    | 4:0   | 2. března 2013     |
| Robin van Persie  | Manchester United    | Aston Villa       | 3:0   | 22. dubna 2013     |
| Christian Benteke | Aston Villa          | Sunderland        | 6:1   | 29. dubna 2013     |
| Daniel Sturridge  | Liverpool            | Fulham            | 3:1   | 12. května 2013    |
| Kevin Nolan       | West Ham United      | Reading           | 4:2   | 19. května 2013    |
| Romelu Lukaku     | West Bromwich Albion | Manchester United | 5:5   | 19. května 2013    |

#### Nejlepší asistenti
|    | Hráč             | Klub              | Asistence |
| -- | ---------------- | ----------------- | --------- |
| 1. | Juan Mata        | Chelsea           | 12        |
| 2. | Santi Cazorla    | Arsenal           | 11        |
| 2. | Eden Hazard      | Chelsea           | 11        |
| 4. | Wayne Rooney     | Manchester United | 10        |
| 4. | Theo Walcott     | Arsenal           | 10        |
| 6. | Steven Gerrard   | Liverpool         | 9         |
| 6. | Lukas Podolski   | Arsenal           | 9         |
| 6. | Robin van Persie | Manchester United | 9         |
| 9. | Shaun Maloney    | Wigan Athletic    | 8         |
| 9. | David Silva      | Manchester City   | 8         |
| 9. | Carlos Tévez     | Manchester City   | 8         |

### Čistá konta
|     | Hráč               | Klub              | Čistá konta |
| --- | ------------------ | ----------------- | ----------- |
| 1.  | Joe Hart           | Manchester City   | 18          |
| 2.  | Petr Čech          | Chelsea           | 14          |
| 2.  | Pepe Reina         | Liverpool         | 14          |
| 4.  | Asmir Begović      | Stoke City        | 12          |
| 5.  | David de Gea       | Manchester United | 11          |
| 5.  | Jussi Jääskeläinen | West Ham United   | 11          |
| 5.  | Simon Mignolet     | Sunderland        | 11          |
| 8.  | Tim Howard         | Everton           | 10          |
| 8.  | Wojciech Szczęsny  | Arsenal           | 10          |
| 10. | Hugo Lloris        | Tottenham Hotspur | 9           |

### Disciplína

#### Hráči
- Nejvíce žlutých karet: 10[38]
  -  Craig Gardner (Sunderland)
  -  Bradley Johnson (Norwich City)
  -  Matthew Lowton (Aston Villa)
  -  Luis Suárez (Liverpool)
- Nejvíce červených karet: 2[38]
  -  Steven Pienaar (Everton)
  -  Steve Sidwell (Fulham)

#### Klub
- Nejvíce žlutých karet: 78[39]
  - Stoke City
- Nejvíce červených karet: 5[39]
  - Arsenal

## Ocenění

### Měsíční
| Měsíc    | Trenér měsíce     | Trenér měsíce        | Hráč měsíce       | Hráč měsíce       | Reference |
| Měsíc    | Trenér            | Klub                 | Hráč              | Klub              | Reference |
| -------- | ----------------- | -------------------- | ----------------- | ----------------- | --------- |
| Září     | David Moyes       | Everton              | Steven Fletcher   | Sunderland        | [ 40 ]    |
| Říjen    | Sir Alex Ferguson | Manchester United    | Juan Mata         | Chelsea           | [ 41 ]    |
| Listopad | Steve Clarke      | West Bromwich Albion | Marouane Fellaini | Everton           | [ 42 ]    |
| Prosinec | André Villas-Boas | Tottenham Hotspur    | Robin van Persie  | Manchester United | [ 43 ]    |
| Leden    | Brian McDermott   | Reading              | Adam Le Fondre    | Reading           | [ 44 ]    |
| Únor     | André Villas-Boas | Tottenham Hotspur    | Gareth Bale       | Tottenham Hotspur | [ 45 ]    |
| Březen   | David Moyes       | Everton              | Jan Vertonghen    | Tottenham Hotspur | [ 46 ]    |
| Duben    | Rafael Benítez    | Chelsea              | Robin van Persie  | Manchester United | [ 47 ]    |

### Roční ocenění
| Ocenění                              | Vítěz             | Klub              |
| ------------------------------------ | ----------------- | ----------------- |
| Premier League Manager of the Season | Sir Alex Ferguson | Manchester United |
| Premier League Player of the Season  | Gareth Bale       | Tottenham Hotspur |
| PFA Players' Player of the Year      | Gareth Bale       | Tottenham Hotspur |
| PFA Young Player of the Year         | Gareth Bale       | Tottenham Hotspur |
| Hráč roku dle FWA                    | Gareth Bale       | Tottenham Hotspur |

| PFA Team of the Year | PFA Team of the Year                 | PFA Team of the Year                 | PFA Team of the Year                | PFA Team of the Year             |
| -------------------- | ------------------------------------ | ------------------------------------ | ----------------------------------- | -------------------------------- |
| Brankář              | David de Gea (Manchester United)     | David de Gea (Manchester United)     | David de Gea (Manchester United)    | David de Gea (Manchester United) |
| Obránci              | Pablo Zabaleta (Manchester City)     | Jan Vertonghen (Tottenham Hotspur)   | Rio Ferdinand (Manchester United)   | Leighton Baines (Everton)        |
| Záložníci            | Juan Mata (Chelsea)                  | Eden Hazard (Chelsea)                | Michael Carrick (Manchester United) | Gareth Bale (Tottenham Hotspur)  |
| Útočníci             | Robin van Persie (Manchester United) | Robin van Persie (Manchester United) | Luis Suárez (Liverpool)             | Luis Suárez (Liverpool)          |

## Vítěz
| Premier League 2012/13 Manchester United FC (20. titul) |